# 軍事境界線 (ベトナム)

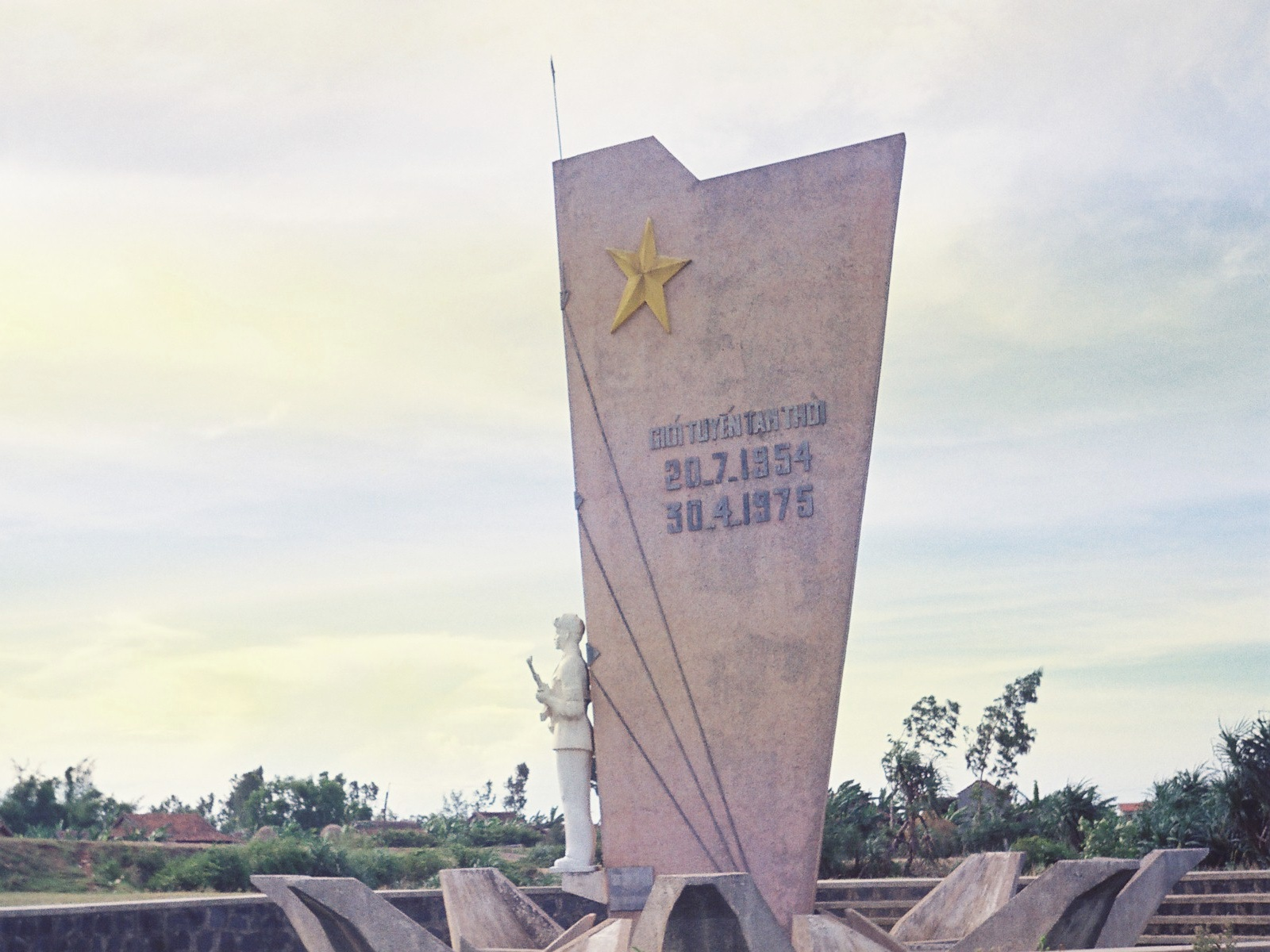
軍事境界線のたもとに建てられた記念碑

軍事境界線（ぐんじきょうかいせん、英語: Vietnamese Demilitarized Zone）はかつてベトナムが分断国家となっていた冷戦時代にベトナム民主共和国（北ベトナム）とベトナム共和国（南ベトナム）を分割していた境界線である。ベトナム戦争で北ベトナムが勝利し南北ベトナムが統一されてからは廃止され、現在では当時の様子を再現した博物館となっている。

## 概説
第一次インドシナ戦争の停戦ラインであり、1954年7月21日のジュネーブ協定により発効した。ほぼ北緯17度線に沿っていたことから、朝鮮半島の軍事境界線である「38度線」と比して「17度線」と呼ばれることもある。
ベトナム戦争の期間中、軍事境界線一帯は、北ベトナム軍と南ベトナム軍・アメリカ軍の双方にとって、重要な戦場となっていた。しかし現在では、観光地として観光客等が誰でも訪れることが可能となっている。

## 地理

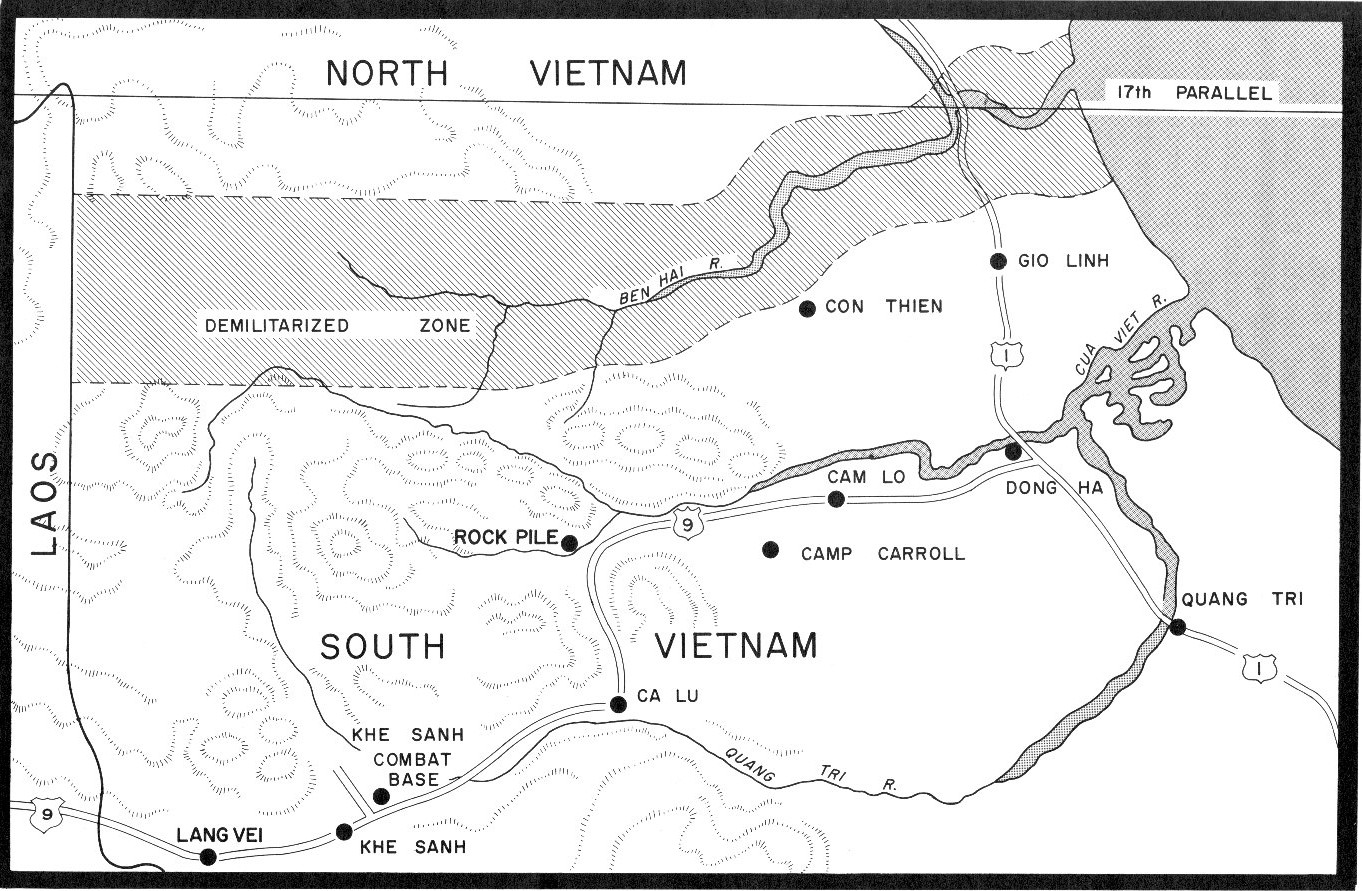
南北ベトナム間の軍事境界線と非武装地帯（灰色）。ベンハイ川を挟んで両側に広がる。「17度線」という俗称であったが、軍事境界線のうち北緯17度線上に位置するのはベンハイ川の河口付近のみで、それより西では境界線のほとんどは17度線以南を走っている

軍事境界線は、南北1600km以上に及ぶ現在ベトナムの国土において、ほぼ中間に位置するクアンチ省を通る北緯17度線に沿う形で東西に走っていた。軍事境界線の周囲には、南北に幅2kmずつ（計4km）の非武装中立地帯（ひぶそうちゅうりつちたい、DMZ; Demilitarized Zone）が設定されており、大部分はベンハイ川が境界となっていた。もっとも、ベトナム戦争の期間中、その付近の一隅は北ベトナム軍の統制下にあり、南ベトナム軍とアメリカ軍にとって悩みの種となっていた。なお、旧軍事境界線の主要都市としては、旧ベトナム王朝の王都であったフエ市が、境界線から約100kmほど南に位置している。

## 第一次インドシナ戦争

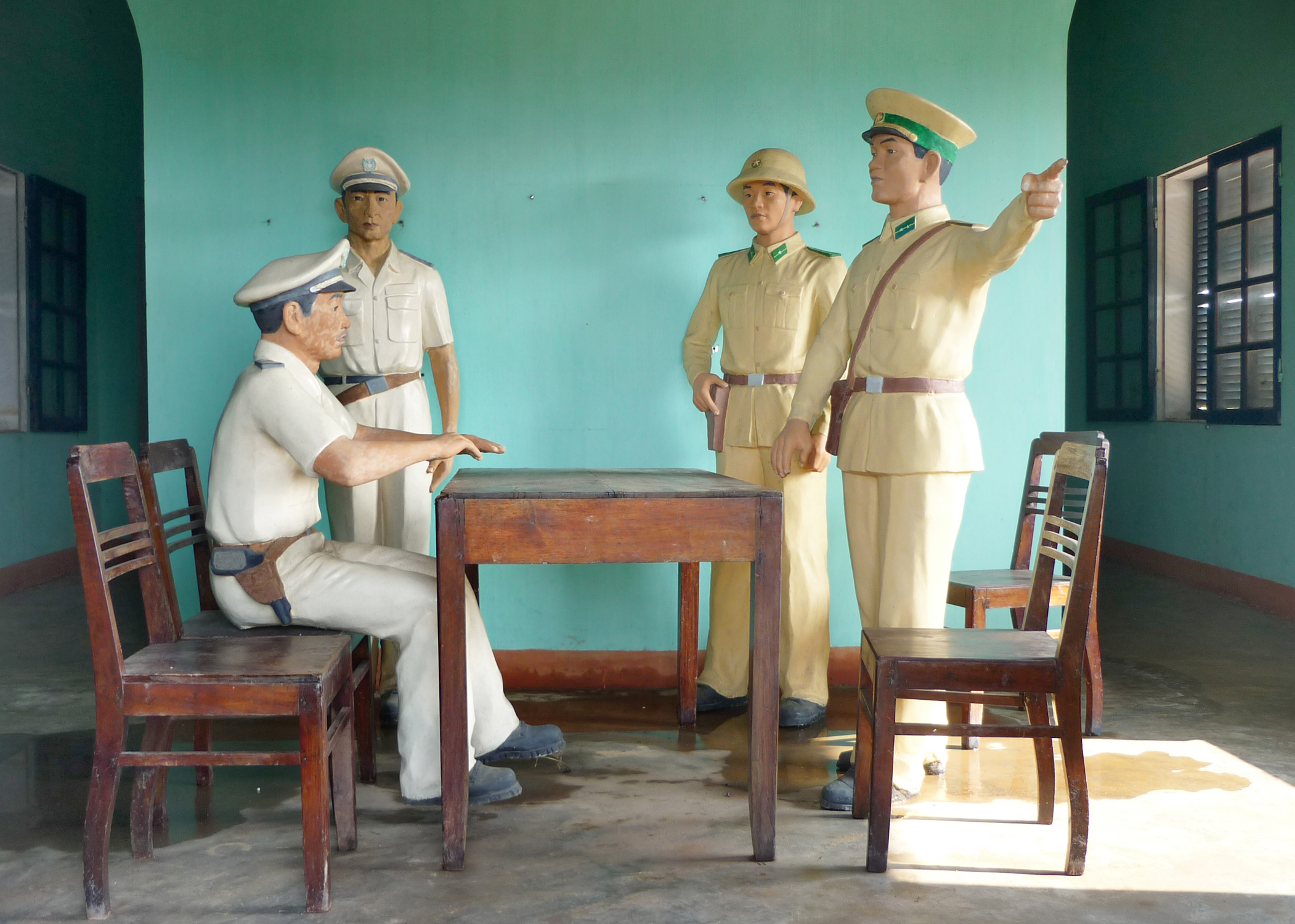
分断当時を再現した人形。右が北ベトナム兵、左が南ベトナム兵である。

第一次インドシナ戦争は、1946年から1954年までの間、フランスとホー・チ・ミン主導下のベトナム民主共和国とが戦った戦争だった。
第二次世界大戦中、ベトミンは日本軍のベトナム占領に対する抵抗を行なう中で、徐々に戦闘技術を練達していった。そして大戦後には、旧仏領インドシナ連邦の再構築を目論むフランスの官憲に対して反抗し、1946年から7年にも及ぶ血みどろの戦争を継続した。
第一次インドシナ戦争は、フランス国民にとって評判が芳しいものではなかったが、第二次世界大戦の惨禍から復興を目指していた第四共和政政府は、結果的に戦争の遂行を継続することとなった。
戦争中、アメリカ合衆国は政治的・財政的にフランスを支持していた。しかし、ディエンビエンフーの戦いでフランス軍が壊滅的な損失を被ったことで、ジュネーヴ協定の締結に至った。

## 軍事境界線の設置

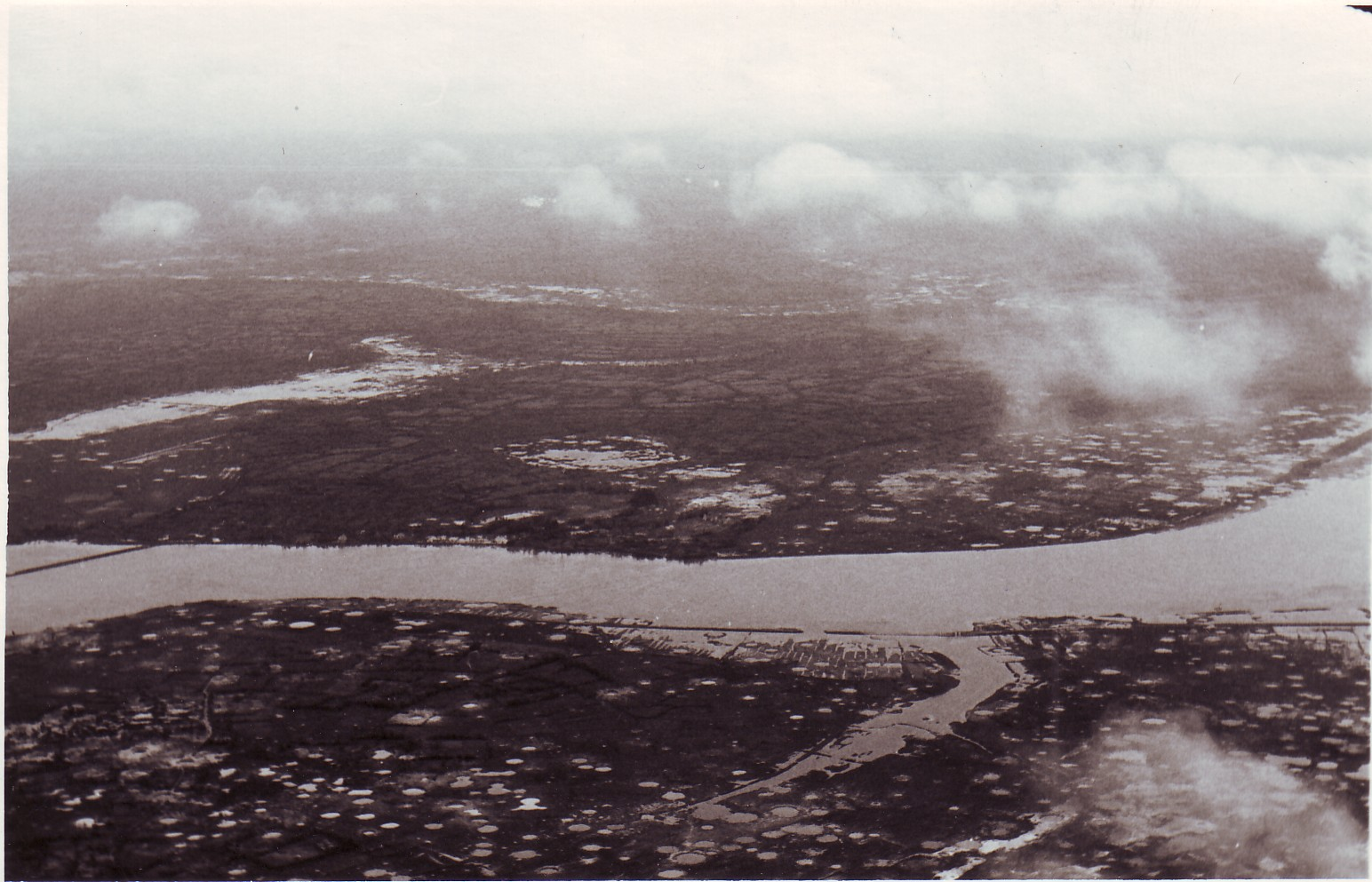
1968年に撮影されたDMZ。ベンハイ川を挟んで北ベトナム側を望む

1954年7月21日に締結されたジュネーヴ協定は、ベトナムを共産主義国家の北ベトナムと、親西側陣営の南ベトナムとに一時的に分割することを取り決めていた。そして、そこでは「17度線」を「暫定的な軍事境界線」とする規定が為されていた。ジュネーヴ協定は、1956年7月に自由選挙を行い、統一的な中央政府を樹立することを定めていた。しかし、協定にはフランスと北ベトナムのみが調印し、アメリカと南ベトナム（ベトナム国）は、統一選挙がホー・チ・ミンの圧勝をもたらすと信じていたことから、協定への調印を拒否した。
これは、一党独裁下の共産圏においてまともな民主主義的選挙が実際に行われ得るかということについて大いなる疑念があったためであり、また、この選挙には国際的な監視役すら存在していなかったためである。さらに、この状態でもし選挙が実施されれば、全土が共産化し、東南アジアにも共産化の波＝ドミノ理論が拡散するのではないか、という危機感を抱いていたためでもあった。
その後、ベトナム国の国家元首であるバオ・ダイは、首相にゴ・ディン・ジエムを任命した。しかし、アメリカの支援を受けたゴ・ディン・ジエムは、1955年に国民投票を使用してバオ・ダイの免職とベトナム共和国の設立、並びに初代大統領への就任を果たした。これにより、南北ベトナム政府はベトナム統一をめぐって体制間競争を競い合うようになり、南ベトナムでの南ベトナム解放民族戦線による内戦が次第にベトナム戦争へと発展していくこととなった。

## 軍事境界線の消滅

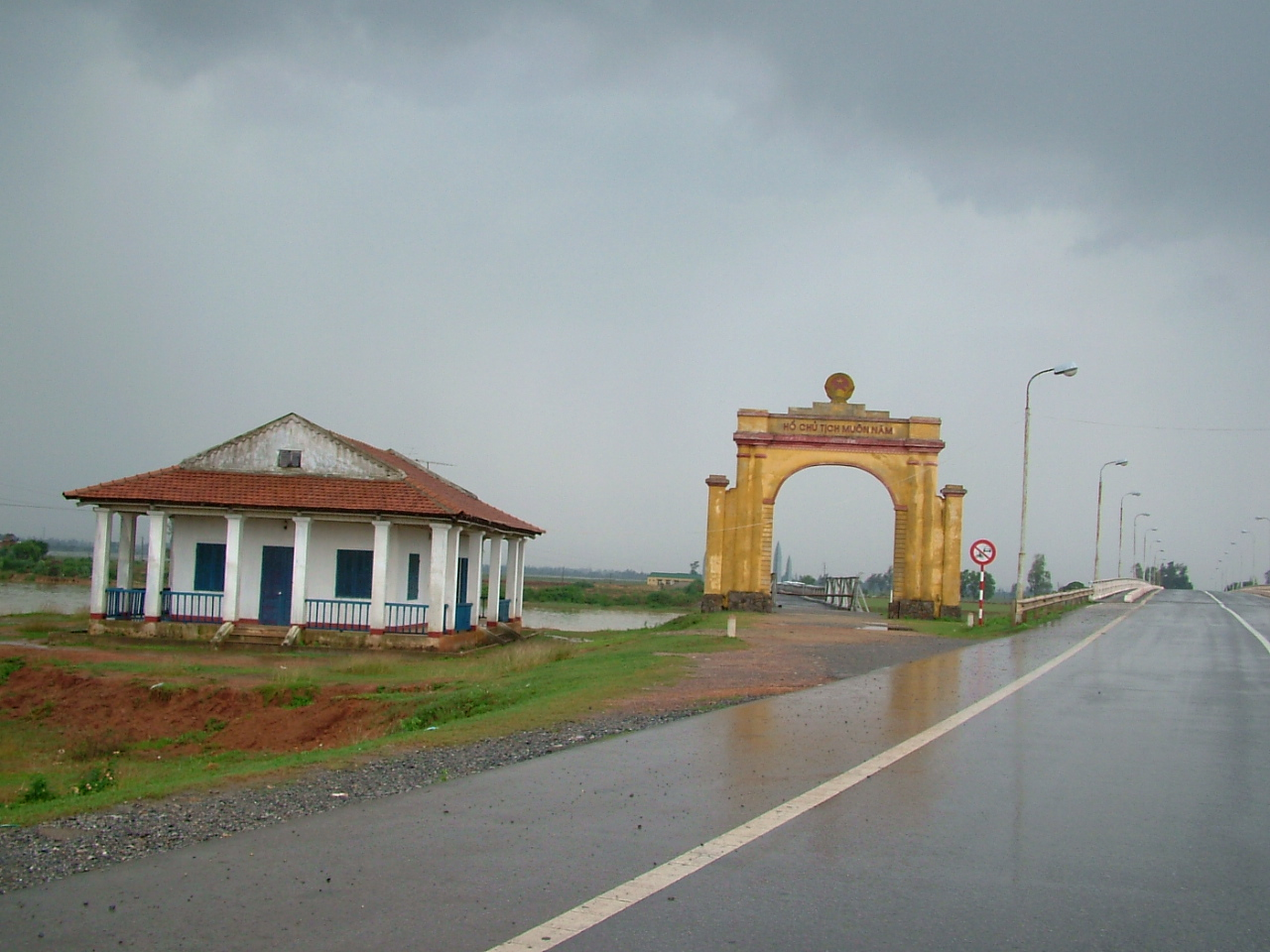
ベンハイ川を渡る橋の門。左にあるのはかつての検問所。なお現在では記念門となっている。

本来は暫定的な存在だった軍事境界線は、約22年に亘ってベトナムを南北別個の国家に分断し続けた。しかし、1975年4月30日のサイゴン陥落によるベトナム戦争終結と共に、南北ベトナム政府の体制間競争が共産主義体制の勝利で終わったことから、1976年のベトナム社会主義共和国の成立によるベトナム再統一にともない、軍事境界線は消滅した。

## 観光
- フエより、シンカフェやキムカフェなどの旅行会社のツアーを利用すると日帰りで行くことが可能。